# Viticulture en Ukraine

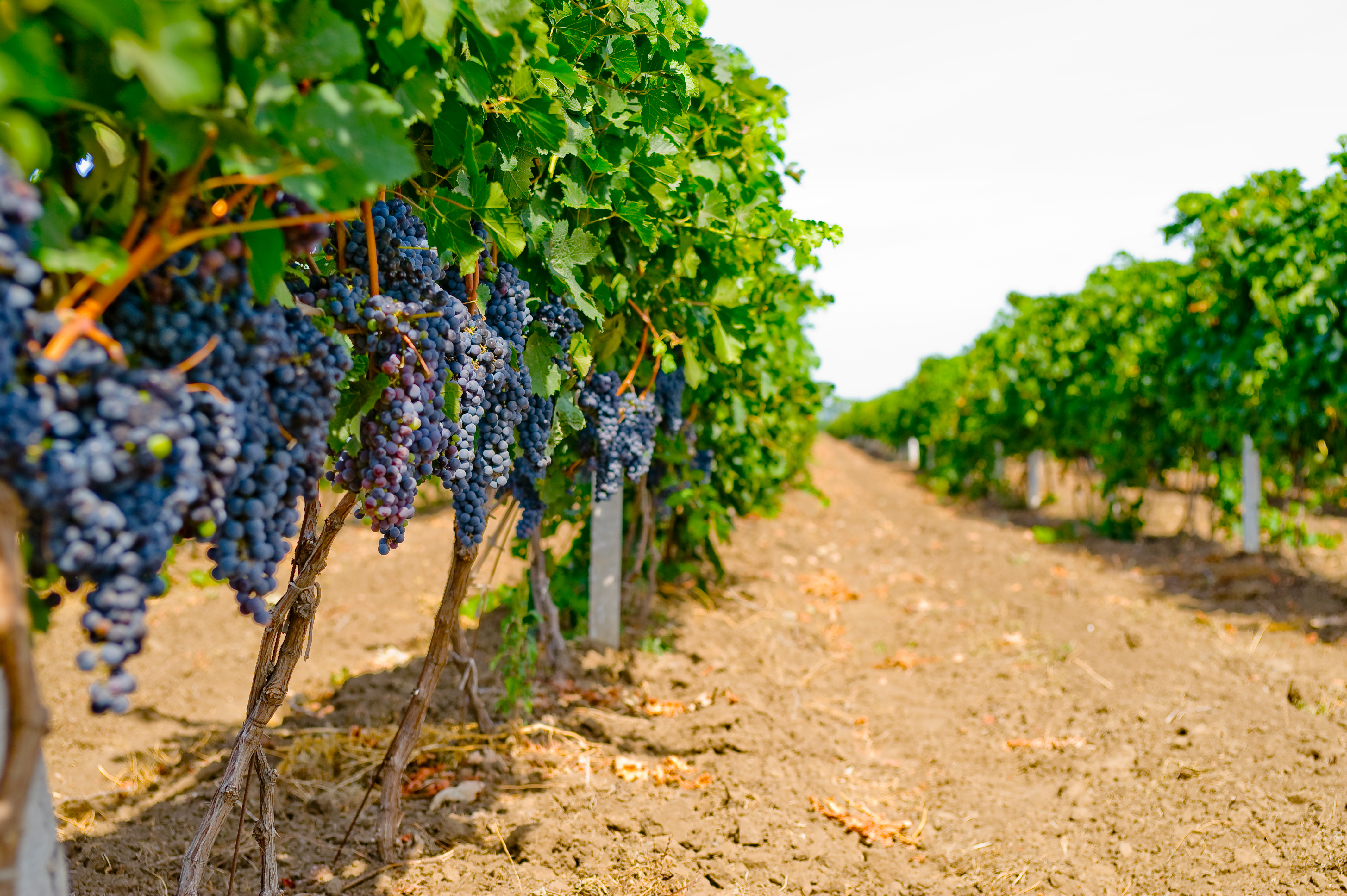
Vignerons de la ville de Shabo, Oblast d'Odessa

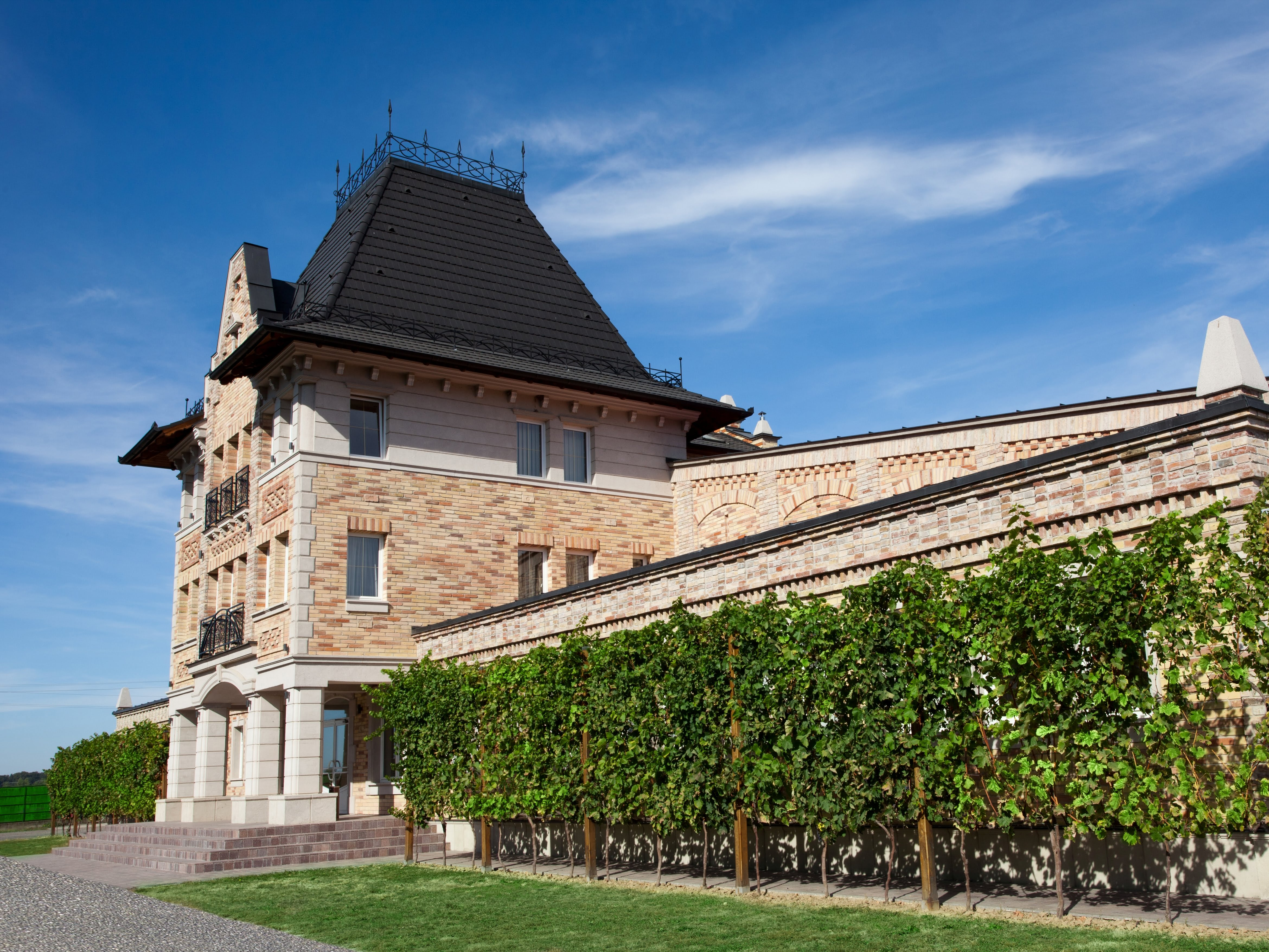
Château Chizay en Transcarpatie

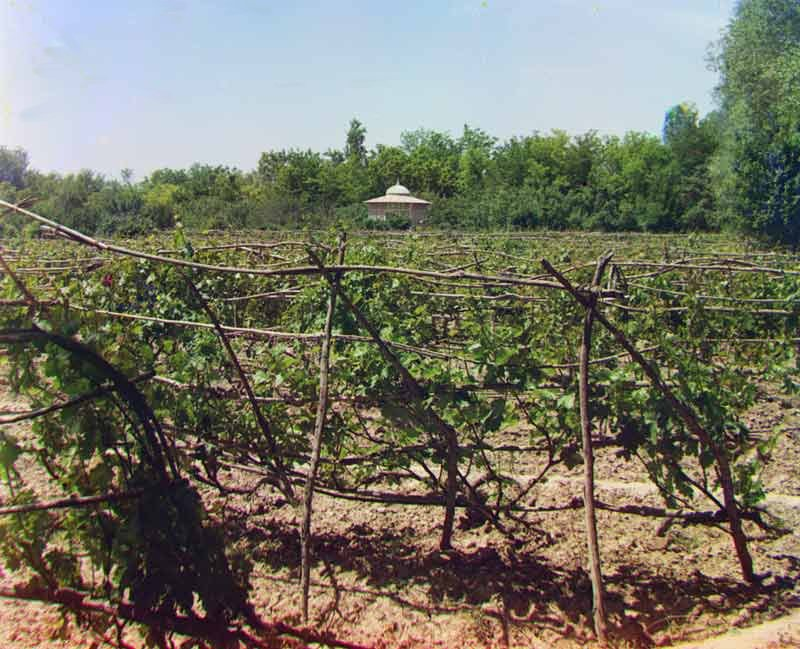
Vignoble ukrainien sur les bords de la mer Noire, entre 1905 et 1915

La viticulture en Ukraine est héritière d'une longue tradition. La vigne introduite par les Grecs a prospéré avec l'appui du christianisme. L'empire russe puis soviétique l'a orientée vers une production de luxe qui allait de pair avec les villes balnéaires de la Crimée. Elle bénéficie pour cela d'un climat favorable.
Dans les années 2000, le secteur viticole est essentiellement un marché fermé mais son avenir est probablement tourné vers l'internationalisation comme l'ouverture d'un salon à Odessa le laisse entrevoir. Cependant, l'usurpation de noms d'AOP reconnues pourrait, à terme, gêner un certain nombre d'opérateurs européens, et poser un problème dans son développement extérieur.

## Historique

### Antiquité et Moyen Âge

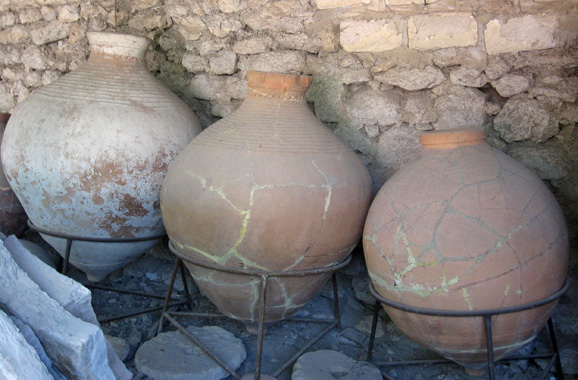
Poteries grecques,
site archéologiques de Chersonèse.

L'implantation de vigne en Ukraine s'est probablement faite par les Grecs en Crimée et sur la côte sud. Des restes d'amphores et de pressoirs à vin permettent d'affirmer que la production de vin existait déjà au IVe siècle av. J.-C. Les Scythes, habitants de l'actuelle Ukraine, buvaient leur vin pur, au grand dam des Grecs et Romains, qui coupaient le leur d'eau. Ce n'est qu'à partir du XIe siècle, que les moines cultivèrent la vigne plus au nord dans les environs de Kiev pour assurer leur approvisionnement en vin de messe.

### Époques modernes et contemporaines

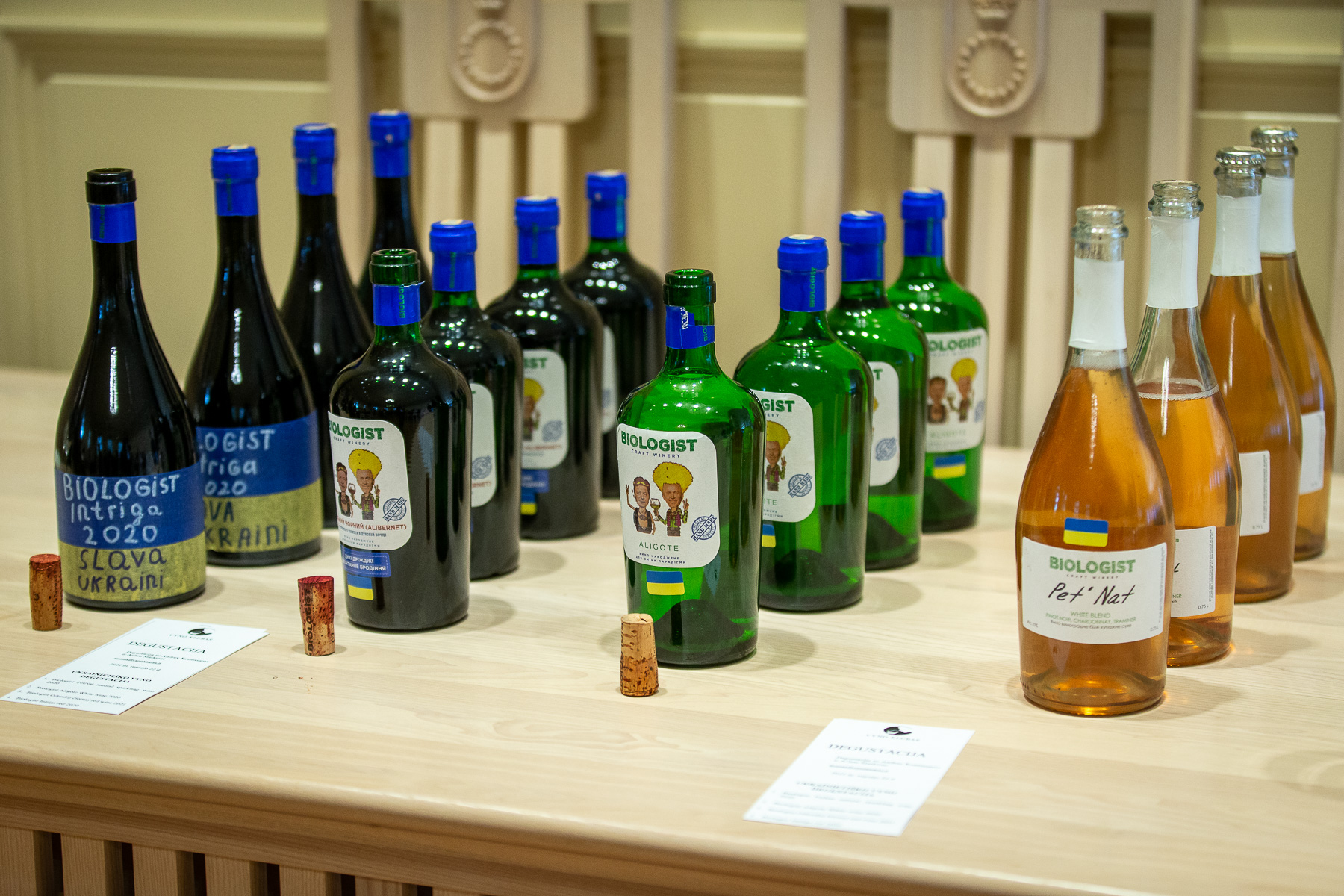

En 1818, une colonie de vignerons suisses du canton de Vaud, s'implante en Ukraine pour produire du vin pour la cour du Tsar. Elle reçoit une exonération d'impôt et de service militaire et prospère rapidement. Le vignoble de 500 hectares qu'ils ont créé, est divisé entre un kolkhoze et un sovkhoze lors de la nationalisation des terres.
Le comte Vorontsov a encouragé la plantation de vigne au début du XIXe siècle. Il crée un grand domaine à Yalta en 1820 et un centre de recherche viti-vinicole en 1823. Après la guerre de Crimée, le prince Lev Sergueïevitch Golitsyn initie la fabrication d'un vin mousseux qu'il baptise « champagne » en référence à l'illustre vin français.
Le vignoble a subi une attaque administrative en 1986, lorsque Gorbatchev a ordonné un arrachage massif de vigne pour lutter contre l'alcoolisme. Sur 2 500 km², 800 ont disparu. Les plantations ont repris de manière importante depuis 2000.

## Géographie

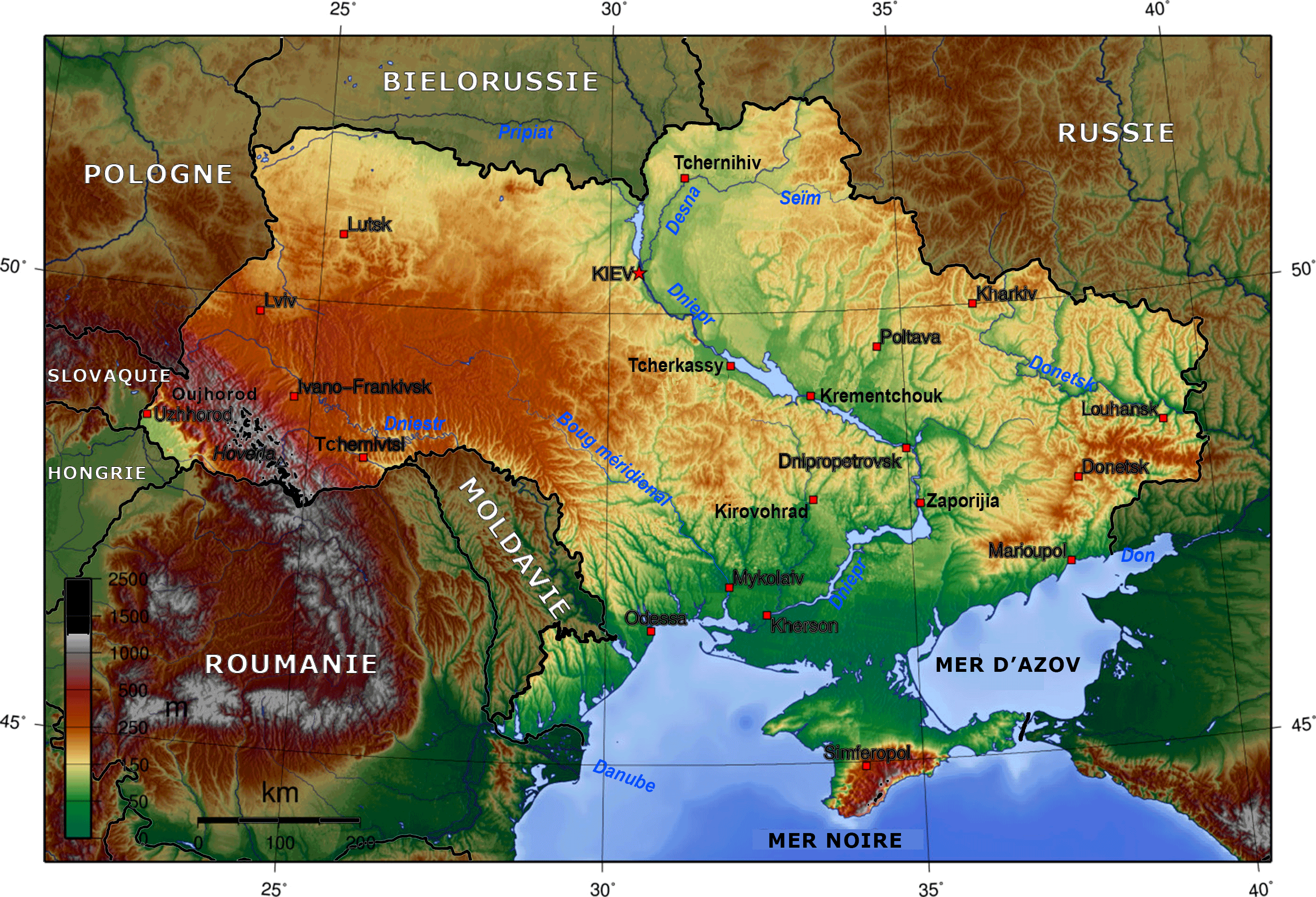
Carte physique de l'Ukraine

L'Ukraine est le pays le plus oriental d'Europe, hormis la Russie. Le vignoble est majoritairement situé dans le sud du pays, en bordure de la mer Noire.

### Climatologie
L'Ukraine subit majoritairement un climat continental tempéré, chaud et sec l'été, froid et sec l'hiver, humide le printemps et l'automne. Cependant, le vignoble bénéficie au sud, d'une tendance méditerranéenne liée à sa position méridionale et à l'effet modérateur de la mer Noire.

### Géologie et orographie
Le vignoble de Crimée est implanté en zone montagneuse, sur le relief des Monts de Crimée, dernier bastion occidental du Caucase. Ce relief permet d'offrir toutes les expositions à la culture de la vigne et de le protéger partiellement des éventuelles influences boréales.
Le vignoble du sud du pays est implanté en plaine, dans une zone riche pour l'agriculture.

## Les terroirs

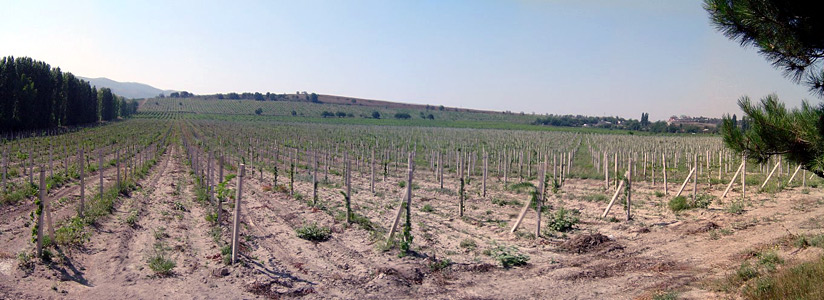
Vigne en Crimée. (Balaklava)

### Vignoble de Crimée
La Crimée représentait, avant la crise 2014, la région la plus importante en surface avec 63 000 hectares. Sol qualitatif et climat de tendance méditerranéenne sont ses atouts. La maturité très importante permet l'élaboration de vin muté et de vins doux. Des vins rouges et effervescents de qualité sont aussi produits.
À Massandra, le domaine éponyme a été créé sur ordre du tsar Nicolas II. Ses caves contiennent une collection de bouteilles dont le nombre est estimé à plus d'un million. On peut mentionner un xérès de 1775 et de très nombreux millésimes du vin du domaine.

### Vignoble du sud de l'Ukraine
Dans cette zone côtière de la mer Noire, la production de vin est orientée vers la production de vin de table, notamment un vin blanc sec, le perle de la steppe, (Perlyna Stepu en ukrainien) ou du vin blanc demi-sec. Le vignoble d'Odessa, entre cette ville et le Danube, couvre 50 000 hectares. Le second vignoble est celui de Kherson avec 20 000 ha, devant le vignoble de Nikolaïev de 15 000 ha.

### Vignoble de Transcarpathie
Situé à l'extrême ouest du pays, en bordure de la frontière avec la Hongrie, il donne des types de vins proches des vins hongrois. Il représente environ 7 000 hectares.

### Vignoble de la basse vallée du Dniepr
Autour de Zaporozhye et de Dnipropetrovsk, environ 2 000 ha sont cultivés, sur les rives du Dniepr.

## Encépagement

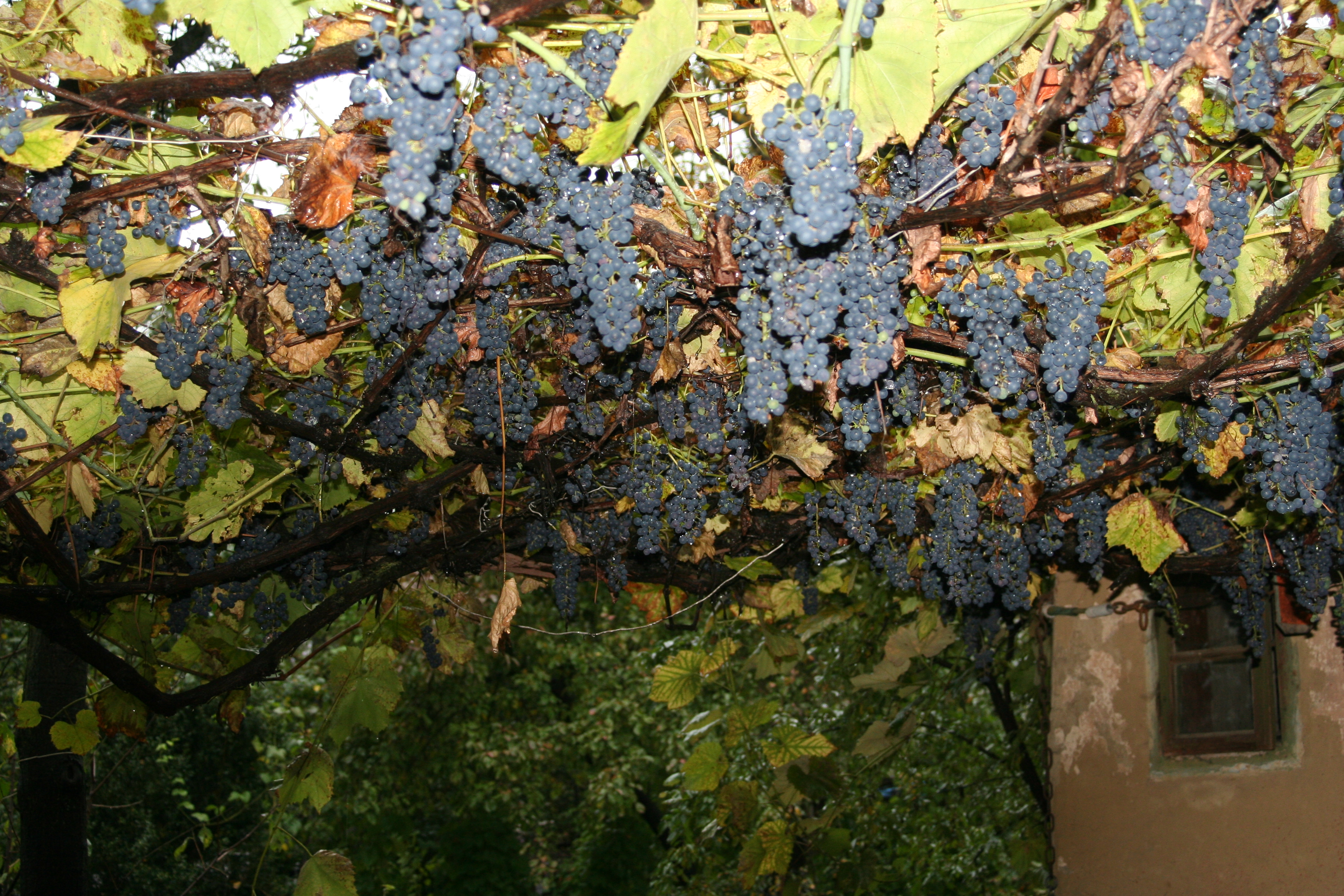
Hybrides noirs sur une treille

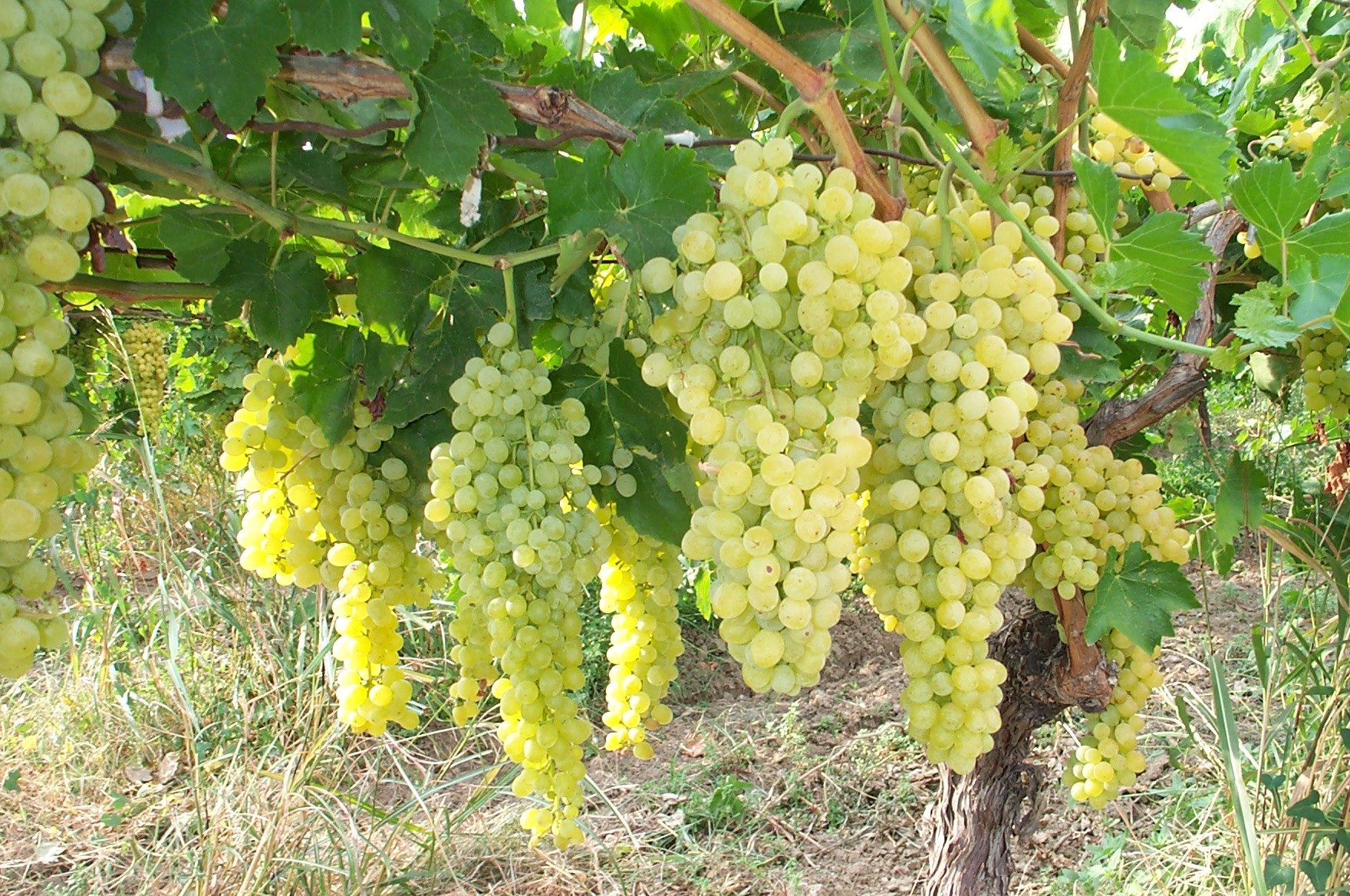
Cépage autochtone blanc conduit en gobelet

À l'époque de la crise du phylloxéra, le vignoble ukrainien a été reconstitué avec des cépages hybrides. Ces variétés de qualité médiocre servaient à élaborer du vin de table. Depuis 1991, un important travail de replantation a été entrepris. 79 cépages autochtones sont cultivés mais les vignes sont vieilles et produisent peu. Elles sont progressivement remplacées par des cépages étrangers, majoritairement français. (76 variétés étrangères sont répertoriées)
Les cépages les plus utilisés sont l’aligoté, le muscat, l’isabelle, le traminer, le cabernet sauvignon, le chardonnay, la feteasca, le pinot noir, le pinot gris, le rkatsiteli, le merlot, le saperavi, le saperavi severnyi, le riesling, le sauvignon vert, le gewurztraminer, le sercial, le bastardo, le bastardo magarach, le golubuk, le pervenets magaratcha, le fieltovy rami, le podarok magaratcha, le karmraiut, le stepniak, l'olimpiiski, le sorok et l'otiabria.

## Pratiques culturales
Durant la période soviétique, les rendements étaient très élevés, jusqu'à 200 hectolitres par hectare. Depuis 1991, un effort qualitatif a été entrepris avec la disparition progressive des cépages hybrides et la baisse des rendements.

## Les vins

### Vinification

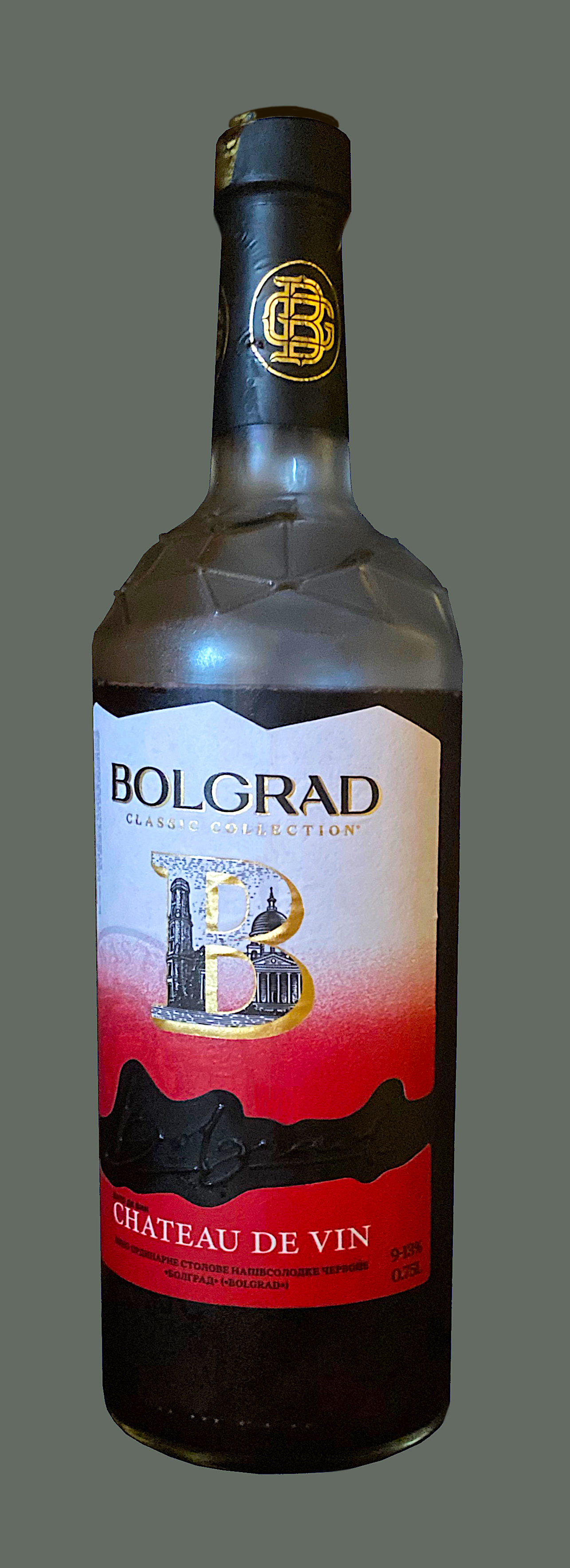
Vin rouge doux Bolgrad pour les desserts
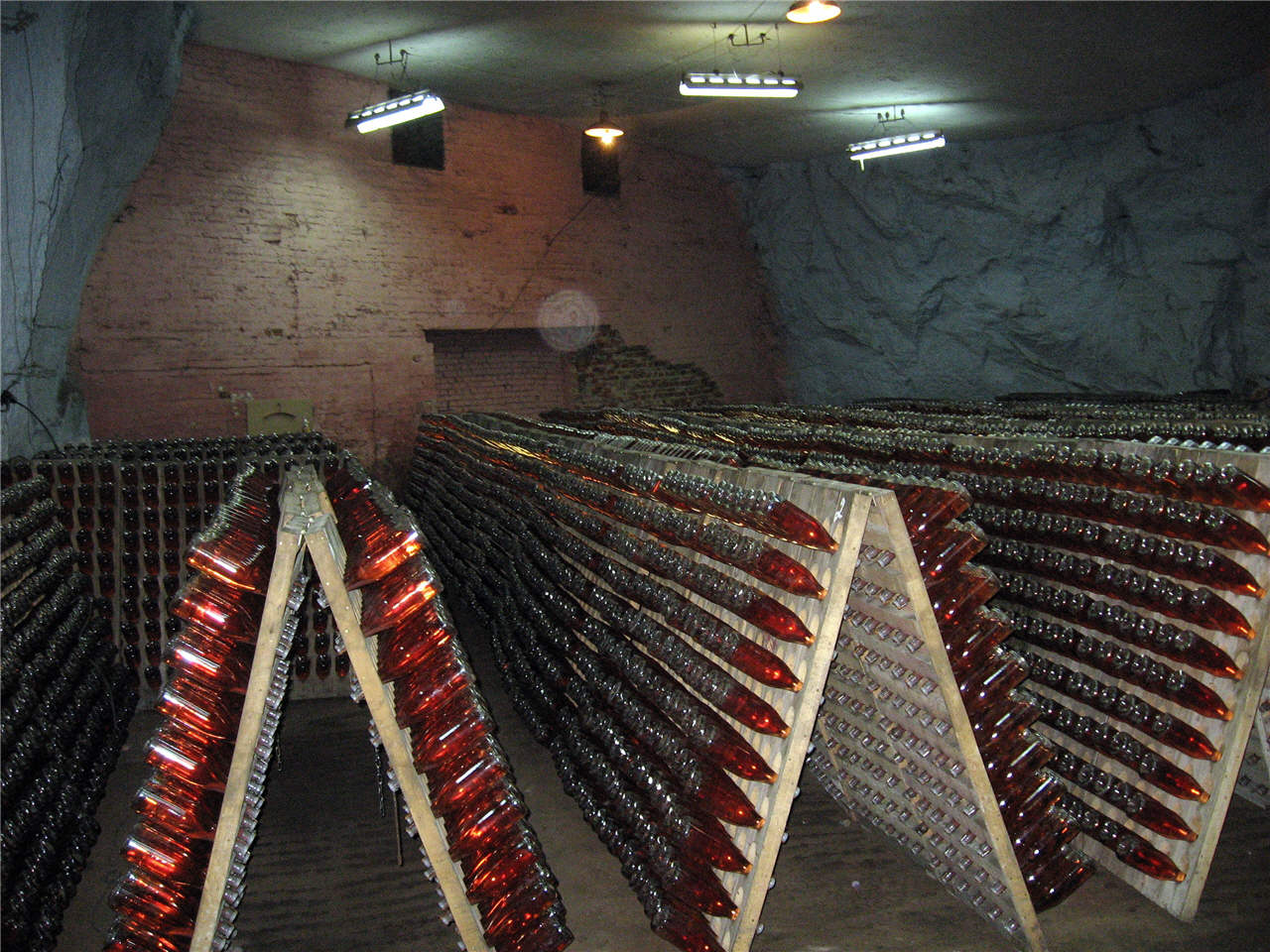
Bouteilles d'effervescent sur latte
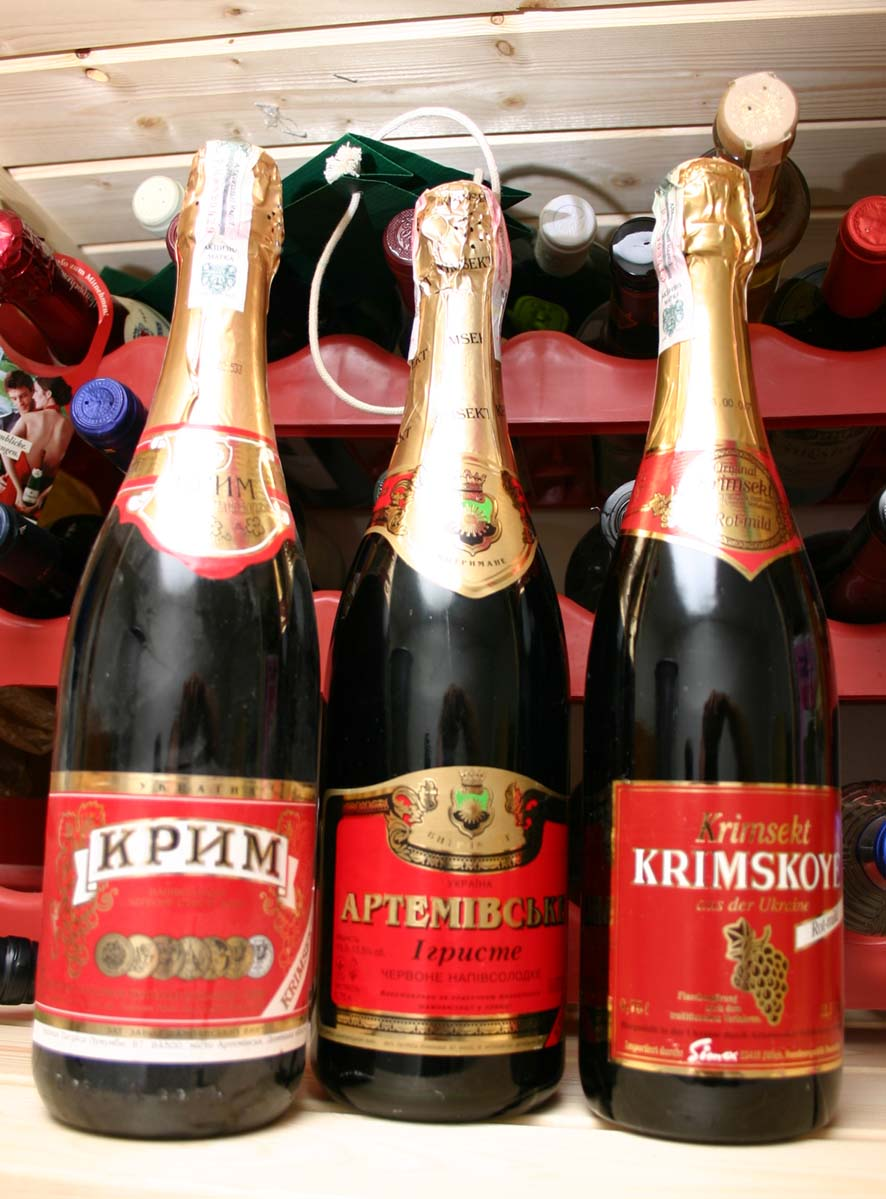
Vin effervescent produit à Bakhmout

## Production
L'émergence de la viticulture ukrainienne dans le marché mondial du vin est soutenue par le salon international « Wine & Winemaking ». Il est annuel et se déroule à Odessa. La dixième édition a eu lieu en février 2010.
En 2005, l'Ukraine occupait le dix-huitième rang mondial de production de vin avec environ 2 500 000 hectolitres. Cependant, la fluctuation depuis l'indépendance du pays est importante. La production de plus de 2 000 000 hl en 1992, a chuté à 500 000 hl en 1999. Depuis 2002, elle est relativement stable entre 1,9 et 2,4 millions d'hectolitres.
Le taux de falsification atteint 75 % selon une enquête de 2006. Par exemple, certaines cuvées du domaine de Massandra utilisent une référence à une Appellation d'origine protégée européenne, soulignant la ressemblance du vin avec le modèle d'origine : il existe des vins nommés madeira, imitation de madère, kagor, imitation de cahors, tokay, imitation de Tokay hongrois ou encore port, nom anglais du porto.

## Consommation
L'Ukraine est un pays de grosse consommation d'alcool, de l'ordre de 20 litres d'alcool pur par personne et par an. Cependant, le vin n'y occupe qu'une place modeste, loin derrière la vodka et la bière. Traditionnellement, c'est une boisson de femme, les hommes buvant des boissons plus fortes.
La consommation de vin même minoritaire, est en pleine croissance : de l'ordre de 14 % entre 2000 et 2005 et 8,5 % entre 2005 et 2007. 80 % du volume de la consommation concerne des vins nationaux. Le vin est un produit qui plait aux jeunes femmes. Entre 20 et 25 ans, 40 % des consommateurs boivent du vin ; c'est la tranche d'âge la plus fortement concernée.
Les types de vins recherchés sont les vins rouges mais leur suprématie s'effrite au profit des vins blancs. Sur ces vins, plus de la moitié sont des vins doux ou mutés.